# Kazimierz Thor

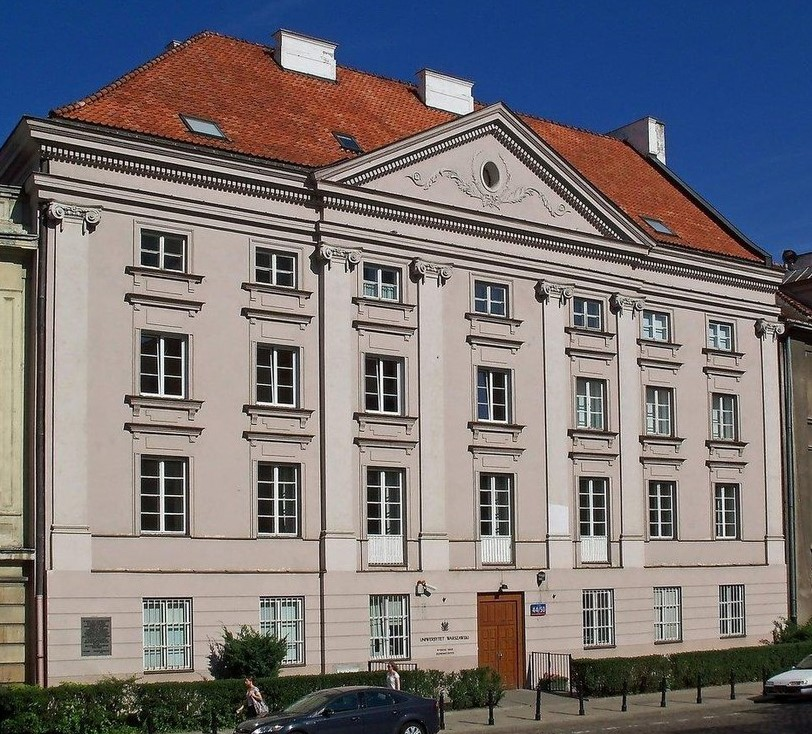
Pałac „Na Podkańskiem” (obecnie Wydział Nauk Ekonomicznych Uniwersytetu Warszawskiego) – widok 2012

Kazimierz Thor (ur. 27 sierpnia 1913 we Włodzimierzu Wołyńskim, zm. 21 września 2006 w Bellingham) – polski architekt. 

## Życiorys
Urodził się na Wołyniu. Jego rodzicami byli Jan i Stanisława z d. Bieniewska.
Studiował na Wydziale Architektury Politechniki Warszawskiej. Dyplom architekta uzyskał w 1946. Wcześniej, bo w 1945 zatrudnił się w Biurze Odbudowy Stolicy (BOS). Pracował w nim jako kierownik zespołu pracowni do 1950. W latach 1950–1953 był projektantem w biurze Miastoprojekt Stolica. Należał do Oddziału Warszawskiego Stowarzyszenia Architektów Polskich (SARP).
W późniejszym okresie wyjechał z Polski. W 1964 przybył do Stanów Zjednoczonych. Pozostał tam na stałe, używając imienia „Casimir”. Osiadł w miejscowości Bellingham położonej w północnym rejonie stanu Waszyngton. Tam zmarł i został pochowany na miejscowym cmentarzu Bayview.

### Małżeństwo
Był żonaty z Marią Teresą z Pilarskich (1914–1991).

## Dokonania
- Odbudowa kamienicy Johna w Warszawie przy pl. Zamkowym (1949) – współautor: Włodzimierz Wapiński
- Gmach Wydziału Elektroniki i Technik Informacyjnych Politechniki Warszawskiej przy ul. Nowowiejskiej 15/17 – współautor: Józef Bubicz[3]
- Odbudowa Pałacu „Na Podkańskiem” (obecnie Wydział Nauk Ekonomicznych Uniwersytetu Warszawskiego) przy ul. Długiej 44/50 – współautor: Włodzimierz Wapiński[4]
- Budynek mieszkalny Spółdzielni Nauczycielskiej w Warszawie przy ul. Mikołaja Kopernika (1959) – współautorzy: Józef Bubicz i Czesław Molenda
- Hotel ZNP w Warszawie u zbiegu ul. Stefana Jaracza i Wybrzeża Kościuszkowskiego (1960–1962)
- Dom Studenta „Riviera” w Warszawie przy ul. Ludwika Waryńskiego 12 (1962–1964) – współautorzy: Józef Bubicz i Czesław Molenda

### Konkursy
- Projekt Łuku Wyzwolenia w Lublinie (1954) – współautorzy: Aleksander Markiewicz i Zbigniew Dunajewski (wyróżnienie równorzędne)
- SARP nr 213 – Projekt Ambasady PRL w Pekinie (1955) – współautor: Zygmunt Lewański (wyróżnienie równorzędne}
- SARP nr 218 – Projekt Ludowego Obserwatorium Astronomicznego i Planetarium im. Kopernika w Warszawie (1956) – współautor: Zygmunt Lewański. współpraca: Wacław Kornatowski, Ryszard Czerwiński, Jerzy Józefowicz i Stanisław Jasiński (wyróżnienie II stopnia równorzędne)